# Tirschenreuth
Tirschenreuth (baw. Tirschenreith, Dirschnrad) – miasto powiatowe w Niemczech, w kraju związkowym Bawaria, w rejencji Górny Palatynat, w regionie Oberpfalz-Nord, siedziba powiatu Tirschenreuth. Leży w Lesie Czeskim, około 200 km na północny wschód od Monachium i 110 na zachód od Pragi, nad rzeką Waldnaab, przy drodze B15 i linii kolejowej Bärnau - Wiesau).

## Współpraca

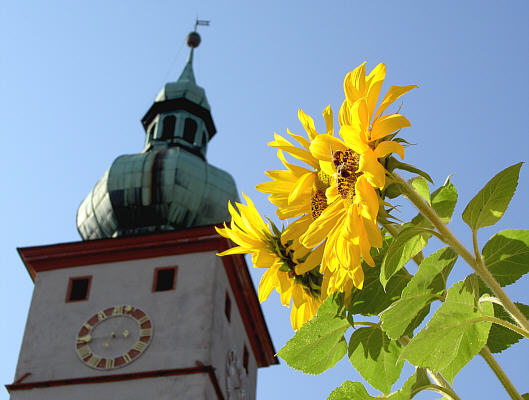
Kościół pw. Wniebowstąpienia NMP (Mariä Himmelfahrt)

Miejscowości partnerskie:
- Lauf an der Pegnitz, Bawaria
- Planá, Czechy
- Ville-du-Bois, Francja